# せんだい農業園芸センター
せんだい農業園芸センター（せんだいのうぎょうえんげいセンター）は、宮城県仙台市若林区にある農業園芸施設。

## 概要
伊達家31代当主伊達邦宗が開いた養種園を前身としており、養種園を移転させる形で開園した。敷地面積は106,986m2。市民農園や芝生広場、大温室や栽培圃場等の施設で構成されていた。大温室のみ有料となっており、入館料は大人400円・小・中学生200円だった。再整備にあたり、現在大温室は解体されている。入園料は無料、トマト狩りなど、有料での収穫体験なども行っている。
仙台市の「杜の都・仙台 令和版 わがまち緑の名所100選」に選ばれている。

## 沿革
- 1989年 - 「仙台市農業園芸センター」として開園。
- 2011年3月11日 - 東日本大震災により被災。
- 2013年11月30日 - 管理・運営を行っていた財団法人仙台市農業園芸振興協会が解散。
- 2017年10月 - 「せんだい農業園芸センター」に名称を変更[3][4]。

### 東日本大震災による被害
東日本大震災では、エネルギー棟で81cm、倉庫棟で77cmなど、多くの施設が浸水被害を受けた。多くの植物は津波の塩害により枯死。大温室の熱帯植物も長期間の停電によって空調設備が作動せず、枯死した。

### 再整備
2013年5月、農業再生に向けた支援拠点施設として再整備することを決定。PFI方式を導入する方針であることが示された。3事業者から応募があり、ファームドゥ・NTTデータカスタマサービス・こもろ布引いちご園の3社からなる共同事業体に決定。2014年3月19日に、基本協定を締結。仙台市は、施設の撤去・復旧を行い、2015年4月より20年間、事業者へ土地と建物を貸与することを予定していたが、共同事業体のうちの1社の不祥事が発覚し、協定を解除。仙台市は、次点のJAみやぎに事業委託を打診したが、JAみやぎは応募漏れした時点で事業計画を白紙に戻しており、計画再開は困難であるとして参画を断念。再公募することとなった。
2015年6月、「収益性の高い農業推進拠点」を仙台ターミナルビル、「農と触れ合う交流拠点」を日比谷花壇・日比谷アメニスの2社からなる共同事業体へ、それぞれ委託することが決定した。
2016年4月、リニューアルオープンし、園の愛称が公募により「みどりの杜」に決定。
2016年10月、トマトハウスにてトマト狩りの受付開始。

## アクセス
- 仙台市営バス:地下鉄東西線荒井駅南口バスプール2番から「農業園芸センター経由震災遺構仙台市立荒浜小学校行き」乗車「農業園芸センター前」にて下車。運賃は大人100円。所要時間は約10分。
- 駐車場:237台（無料）